# Moreton (Essex)
Moreton is een civil parish in het bestuurlijke gebied Epping Forest, in het Engelse graafschap Essex met 321 inwoners.

## Geschiedenis
De plaats bevindt zich op de plek waar een Romeinse weg die Great Dunmow (State Street) verbond met Londen kruiste met de Cripsey Brook. Vandaag de dag is de brug die de Cripsey overspant nog steeds een bezienswaardigheid. De brug stamt nog van voor de motorisering van het vervoer, en heeft mede dankzij het gebrek aan gewichtsmaxima te lijden gehad onder het overtrekkende vervoer. 
Er is geen hedendaagse weg die dezelfde route volgt als de oorspronkelijke Romeinse weg vanuit het dorp, maar richting het zuidwesten kan de weg enkele kilometers worden gevolgd. Het hedendaagse Moreton is met kleinere wegen verbonden met Fyfield in het oosten, Bobbingworth in het zuiden, High Laver in het westen en Matching in het noorden. Bij het kruispunt van de wegen zijn nog enkele laat-middeleeuwse huizen en twee traditionele Engelse pubs (The White Hart en The Nags Head) bewaard gebleven.
Direct ten oosten van The Nags Head bevindt zich een klein victoriaans gebouw dat deel uitmaakt van de plaatselijke primary school (basisschool) die door het sluiten van dergelijke scholen in omliggende dorpen in de afgelopen decennia flink in omvang is toegenomen. Rondom het dorp wordt voornamelijk landbouw bedreven, en net ten noorden ligt een korenmolen. 

## Galerij

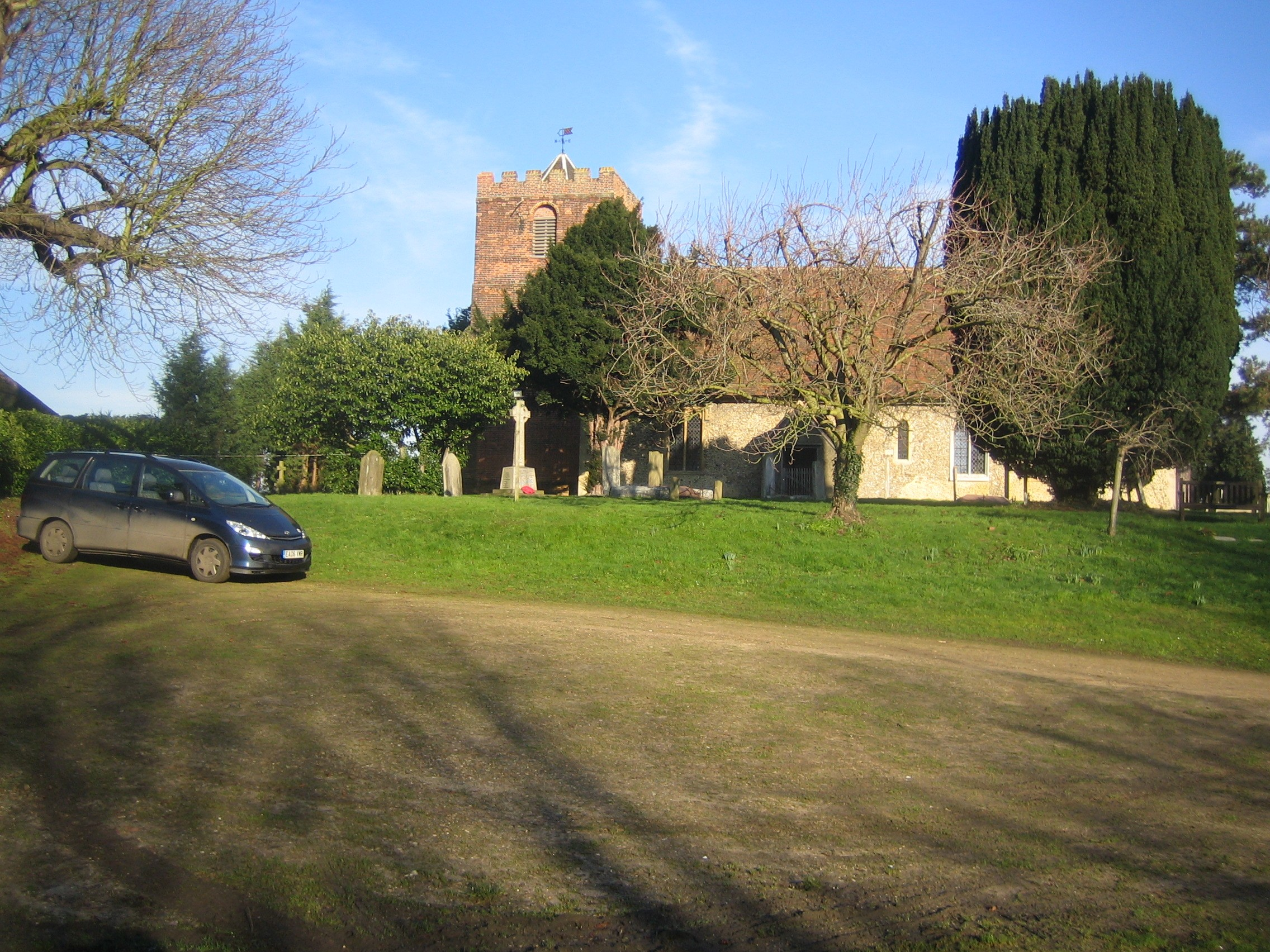
St Mary's Church
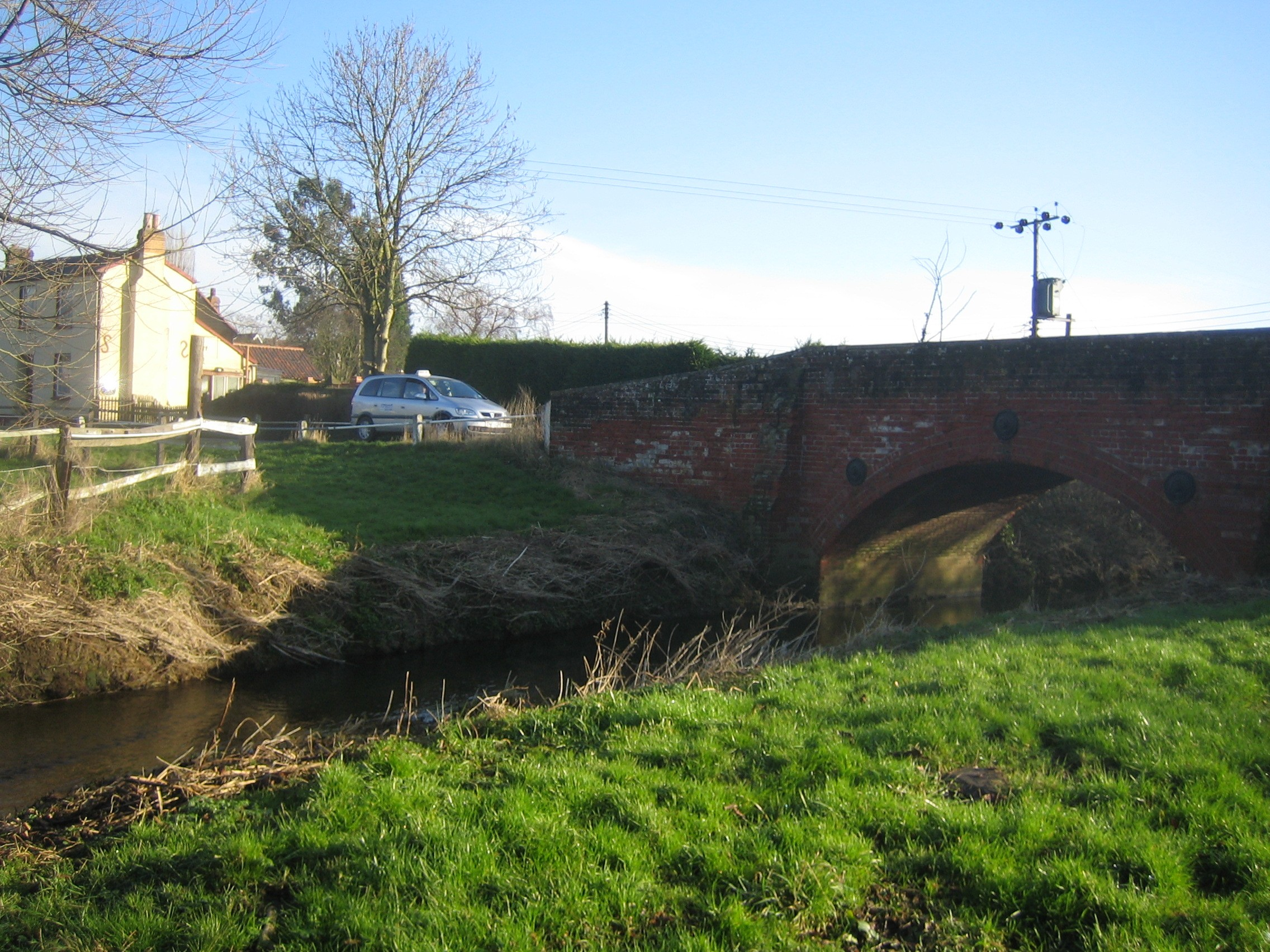
de brug over Cripsey Brook
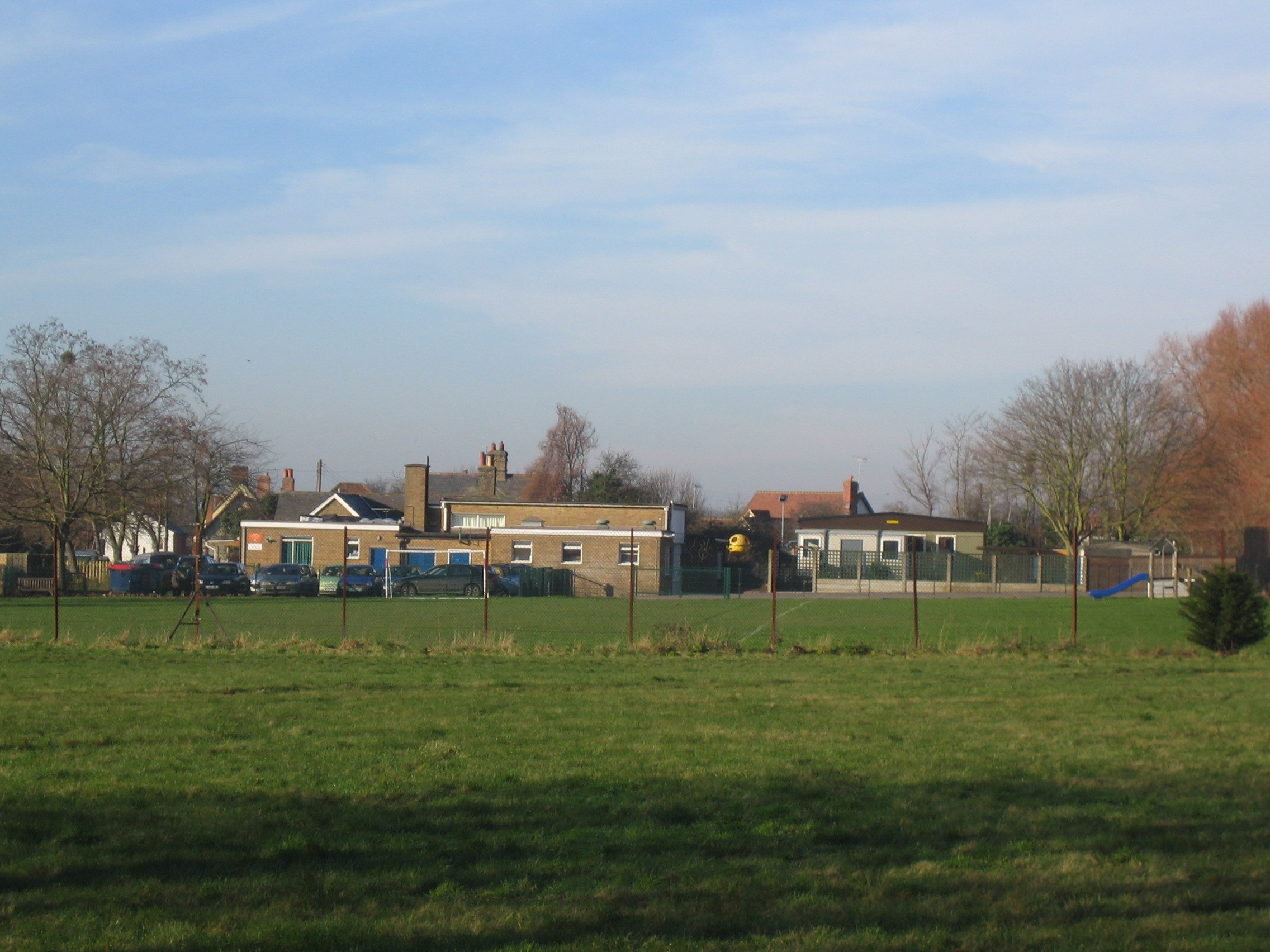
Moreton CE Primary School